# Clavomphalia yunnanensis
Clavomphalia yunnanensis — вид грибів, що належить до монотипового роду Clavomphalia.